# EastIndo
EastIndo es una aerolínea chárter con base en Yakarta, Indonesia.

## Flota
La flota de EastIndo incluye las siguientes aeronaves (a 6 de diciembre de 2008):
- 1 Fokker 100 (opera para Air Libya)